# Brynjólfur Sveinsson
Brynjólfur Sveinsson (Önundarfjörður, 14 settembre 1605 – Skálholt, 5 agosto 1675) è stato un vescovo luterano islandese della sede episcopale di Skálholt in Islanda.
Umanista, ha esercitato una profonda influenza sulle moderne conoscenze della letteratura in lingua norrena. Brynjólfur è altresì noto per il sostegno fornito al poeta e scrittore islandese di inni Hallgrímur Pétursson. Attualmente è riprodotto sulla banconota islandese da 1000 corone.

## Biografia
Nacque a Önundarfjörður nella penisola e regione del Westfjords, nell'Islanda nord orientale. Tra il 1624 e il 1629 frequenta l'Università di Copenaghen divenendo prevosto della Università Roskilde tra il 1632 ed il 1638.
Nel 1643, scoprì il manoscritto di poemi mitologici ed eroici norreni, Edda poetica. L'umanista attribuì il manoscritto a Sæmundr fróði, ma l'attuale consenso, è che chiunque abbia scritto i poemi dell'Edda, fosse esso il compilatore o l'autore, non avrebbe mai potuto essere Sæmundr. Si ritiene che il manoscritto sia il collage di molti autori i cui scritti coprono un ampio periodo di tempo.
Nel 1650, Re Federico III di Danimarca nominò il vescovo Brynjólfur successore di Stephanius, come Storico Reale Danese. Rifiutò la prestigiosa posizione, ma promise al re che avrebbe fatto quanto in suo potere per raccogliere manoscritti in Islanda. Uno dei suoi primi atti fu di chiedere a tutti i cittadini residenti nella sua diocesi di cedere al re tutti i vecchi manoscritti, originali o in copia, come dono o in cambio di una somma di denaro.
Tra i manoscritti islandesi più monumentali così raccolti, vi è il Flateyjarbók, ottenuto solo dopo una visita personale al proprietario da parte di Brynjólfur, Jon Finnsson (Jóni Finnssyni) di Flatey, Breiðafjörður, proprietario del manoscritto, inizialmente non propenso a cedere la sua preziosa eredità. Dopo la visita personale e l'opera di convincimento da parte del vescovo Brynjólfur, Finnsson finì per cedere il prezioso manoscritto: fu ceduto al Re Federico III nel 1656, e venne conservato presso la Biblioteca Reale di Copenaghen.

## Fonti
Una fonte principale di informazioni è contenuta nel libro Brynjólfur Biskup Sveinsson scritto da Torfhildur Þorsteinsdóttir e pubblicato per la prima volta nel 1882.